# Un american la Paris

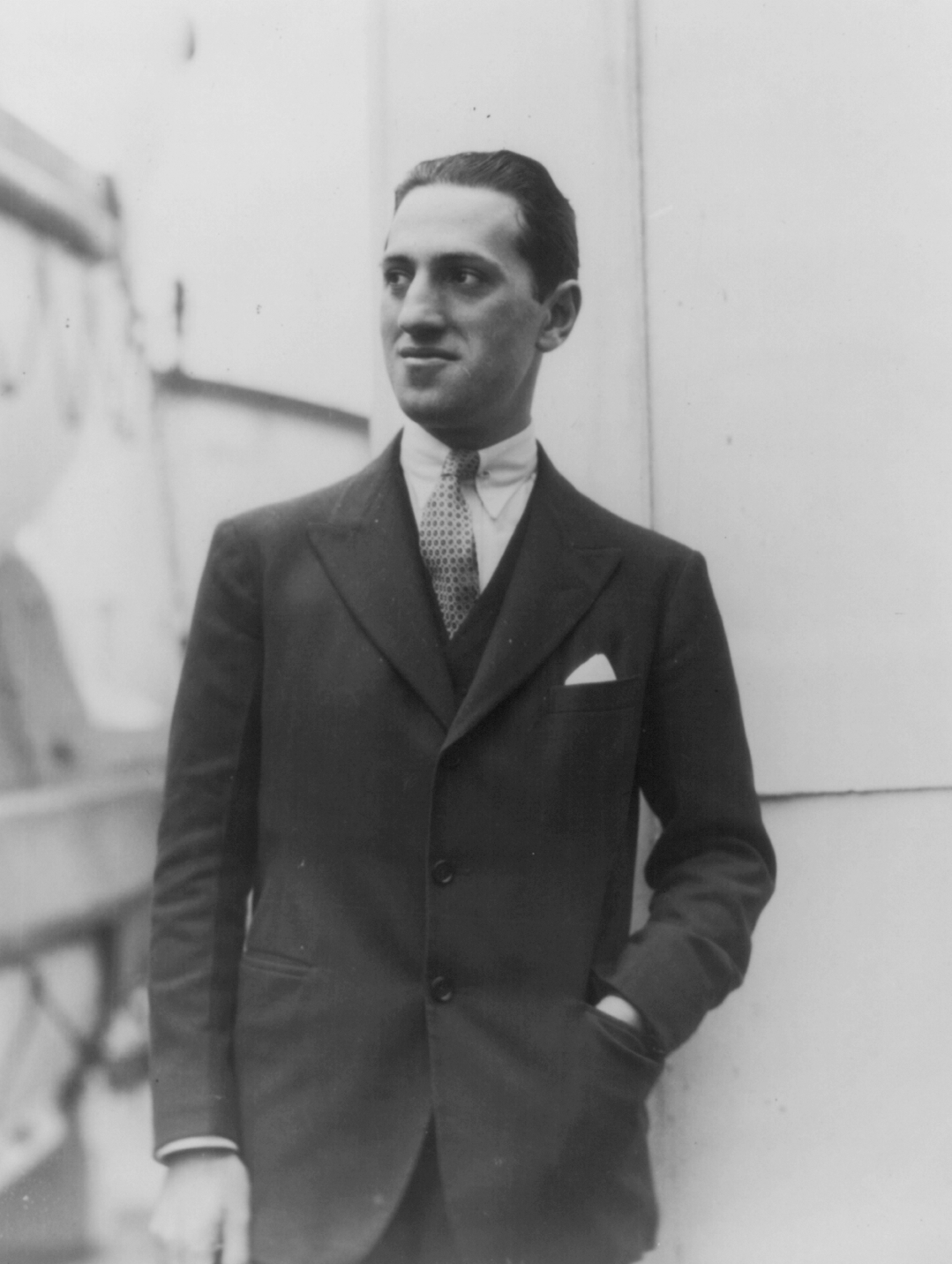
George Gershwin

Un american la Paris este un poem simfonic al compozitorului american George Gershwin, compus în 1928. Inspirată de perioada petrecută de Gershwin la Paris, lucrarea evocă energia și atmosfera capitalei fraceze în anii 1920 și este una dintre cele mai cunoscute compoziții ale sale.
Gershwin a compus Un american la Paris la comanda Filarmonicii din New York. A compus lucrarea pentru o orchestră simfonică standard plus celestă, saxofoane și claxoane de mașină. A adus acasă câteva claxoane de pe taxiurile franceze pentru premiera din New York, care a avut loc pe 13 decembrie 1928 la Carnegie Hall, cu Walter Damrosch dirijând Orchestra Simfonică din New York. Gershwin a finalizat orchestrația lucrării pe 18 noiembrie, cu mai puțin de patru săptămâni înainte de premieră.
Gershwin a colaborat pentru programul lucrării împreună cu criticul și compozitorul Deems Taylor, spunând că "scopul meu aici este să prezint impresia unui vizitator american la Paris când acesta se plimbă pe străzi, ascultă diferitele zgomote stradale și absoarbe atmosfera franceză". Când poemul are caracter de blues "prietenul nostru american... a cedat unei crize de dor de casă". Dar "nostalgia nu este o boală fatală". Vizitatorul american "devine din nou un spectator alert al vieții pariziene iar zgomotele stradale și atmosfera franceză sunt triumfătoare".

## Origine
Maurice Ravel l-a cunoscut pe Gershwin în New York în timp ce Ravel efectua un turneu în Statele Unite. În acea întâlnire Gershwin i-a cerut lui Ravel să îi devină profesor de pian iar Ravel a răspuns că e mai bine să fie un Gershwin de primă mână decât un Ravel de mâna a doua. În schimb, Ravel i-a spus să o întâlnească pe Nadia Boulanger în Paris. Lauda enormă a lui Ravel pentru Gershwin într-o scrisoare adresată lui Boulanger l-a determinat pe Gershwin să ia în serios posibilitatea unor studii la Paris.
Gershwin a sosit la Paris în martie 1928. La acea vreme în Paris se aflau mulți scriitori expatriați: Ezra Pound, William Butler Yeats, Ernest Hemingway și artistul Pablo Picasso. Gershwin s-a întâlnit cu Boulanger și la cererea ei a cântat zece minute din muzica sa. Boulanger i-a răspuns că nu are ce să îl învețe; aceasta se temea că lecții clasice de pian ar afecta influențele jazz ale lui Gershwin. Asta nu l-a descurajat pe Gershwin deoarece principalul scop al vizitei sale în străinătate era să finalizeze o nouă lucrare inspirată după Paris și poate o nouă rapsodie pentru pian și orchestră pentru a fi urmarea lucrării Rhapsody in Blue.

## Compoziție
Gershwin și-a bazat Un american la Paris pe un fragment melodic intitulat "Very Parisienne", compus în 1926 în timpul primei sale vizite la Paris ca un cadou pentru gazdele sale, Robert și Mabel Schirmer. A descris piesa ca fiind un "balet rapsodic" deoarece a fost compusă liber și este mai modernă decât lucrările sale precedente. Gershwin a spus pentru revista Musical America: "Scopul meu aici este să prezint impresia unui vizitator american la Paris când acesta se plimbă pe străzi, ascultă diferitele zgomote stradale și absoarbe atmosfera franceză".
Lucrarea este structurată în cinci secțiuni care urmează o formă ABA. Primul episod A al lui Gershwin introduce cele două teme "de plimbare" în tempo "Allegretto grazioso" și dezvoltă a treia temă în "Subito con brio". Stilul acestei secțiuni A este compus în stilul francez tipic al lui Claude Debussy și al compozitorilor membri Les Six. Secțiunea B în tempo "Andante ma con ritmo deciso" introduce muzica blues americană și crize de dor de casă. "Allegro" care urmează contină să exprime dorul de casă într-un blues în 12 măsuri. În secțiunea B Gershwin utilizează măsura comună, ritmuri sincopatice și melodii blues cu sunete de trompetă, saxofon și tobă mică. "Moderato con grazia" este ultima secțiune A care marchează o revenire la temele din prima secțiune A. După o recapitulare a temelor "de plimbare" Gershwin suprapune temele blues lente din secțiunea B în ultima secțiune "Grandioso".

## Instrumentație
Un american la Paris este orchestrat pentru trei flauturi (al treilea dublând piculina), două oboaie, corn englez, două clarinete în Si bemol, doi fagoți, patru corni în Fa, trei trompete în Si bemol, trei tromboni, tubă, timpane, tobă mică, tobă mare, trianglu, talgere, două gonguri, xilofon, glockenspiel, celestă, patru claxoane de mașină trecute La, Si, Do, Re, saxofon alto, saxofon tenor, saxofon bariton și instrumente cu coarde.
În 1929 William Daly a publicat o versiune pentru pian solo a lucrării prin New World Music.

## Receptare
Lui Gershwin nu i-a plăcut interpretarea lui Walter Damrosch de la premiera lucrării Un american la Paris. A spus că tempoul lent și tărăgănat al lui Damrosch l-a determinat să părăsească sala. Publicul, conform lui Edward Cushing, a răspuns cu "o demonstrație de entuziasm impresionant și real în contrast cu aplauzele convenționale ale muzicii noi, fie ea bună sau rea". Criticii au considerat că Un american la Paris a fost mai bine construită decât Concertul în Fa care nu a primit aceeași receptare pozitivă. Unii credeau că nu aparține unui program de lucrări clasice ale compozitorilor César Franck, Richard Wagner și Guillaume Lekeu care au mai fost interpretate în acel spectacol. Gershwin a răspuns criticilor "Să știți că nu este o simfonie de Beethoven... Este o piesă umoristică, nu are nimic solemn. Nu are intenția de a face oamenii să plângă. Dacă mulțumește audiența simfoniilor ca o piesă ușoară și veselă atunci are succes".

## Înregistrări
Un american la Paris a fost frecvent înregistrată. Prima înregistrare a fost realizată în 1929 pentru RCA Victor cu Nathaniel Shilkret dirijând Victor Symphony Orchestra, formată din membri Orchestrei din Philadelphia. Gershwin a fost implicat în "supervizarea" înregistrării; totuși, s-a declarat că Shilkret deținea supremația și chiar i-a cerut la un moment dat compozitorului să părăsească studioul. Apoi, mai târziu, Shilkret a realizat că nu este nimeni care să poată înregistra partea de celestă din secțiunea lentă așa că l-a rugat cu ezitare pe Gershwin dacă ar putea să interpreteze partea solo. Gershwin a spus că poate și aceasta a fost singura sa contribuție în înregistrarea lucrării. Transmisiunea radio de pe 8 decembrie 1937 de la Hollywood Bowl George Gershwin Memorial Concert, în care Un american la Paris, din nou dirijată de Shilkret, a doua lucrare din program, a fost înregistrată și lansată în 1998 în cadrul unui set de două CD-uri. Arthur Fiedler și Boston Pops Orchestra au înregistrat lucrarea pentru RCA Victor, inclusiv una din primele înregistrări stereo ale lucrării. În 1945 Arturo Toscanini și Orchestra Simfonică NBC au înregistrat lucrarea la Carnegie Hall, una din puținele înregistrări ale unei lucrări americane pe care Toscanini le-a realizat. Orchestra Simfonică din Seattle a înregistrat o versiune în anii 1980 după partitura originală a lui Gershwin înainte să realizeze multe modificări care au avut ca rezultat versiunea pe care o auzim astăzi.

## Utilizare în filme
În 1951 MGM a lansat filmul muzical Un american la Paris cu Gene Kelly și Leslie Caron. Filmul regizat de Vincente Minnelli a câștigat Premiul Oscar pentru Cel mai bun film și numeroase alte premii. O parte din această lucrare a fost utilizată și în filmul Mai bine nu se poate din 1997.